# Madrasa de Bou Inania
La madrasa de Bou Inania o madrasa al-Bu'inaniya (en árabe: المدرسة أبو عنانية بفاس ; en francés: Medersa Bou'Inania ) es una madrasa (escuela islámica), ubicada en la medina de Fez , Marruecos. Considerada uno de los mejores ejemplos de arquitectura merínida se construyó entre 1351 y 1357. Es la única madrasa en Fez que tiene un minarete,  así como escuela, también funcionaba como mezquita los viernes. El nombre proviene de su fundador, el sultán merínida Abu Inan Faris.
La madrasa fue la última construida por los merínidos. El sultán Abu Inan Faris realizó su fundación siguiendo el consejo de líderes religiosos de Cairuán. La madrasa se convirtió en una de las instituciones religiosas más importantes de Fez y Marruecos, y también ganó el título de «Gran Mezquita». Fue renovado en el siglo XVIII y durante el reinado de Sulaymán de Marruecos (reinado 1792-1822) miembro de la dinastía alauí, fueron reconstruidas varias secciones. En el siglo XX se sometió a la restauración de la estructura, estuco , madera y decoraciones. 
Tiene varias lonjas adjuntas destinadas a su financiación así como vastas letrinas a lo largo de la fachada principal, que da testimonio de su naturaleza pública. Con sus bibliotecas y sus vínculos con la célebre Universidad de Qarawiyyin las madrasas meriníes contribuyeron al Magreb, especialmente en Fez, que se convirtió en un centro intelectual muy conocido. Al contrario de lo que ocurre con la mayoría de los edificios religiosos islámicos marroquíes, la madrasa está también abierta a los no-musulmanes.

## Arquitectura
La madrasa se encuentra en un barrio que hace la conexión entre las partes más antiguas de Fez con las construcciones merínidas posteriores. La planta es irregular, debido al terreno donde se sitúa, pero se respetó una cierta simetría; se presenta reminiscencias de iwanes que surgieron en Irán y se usan en Egipto mameluco en el momento de la construcción de la madrasa. 

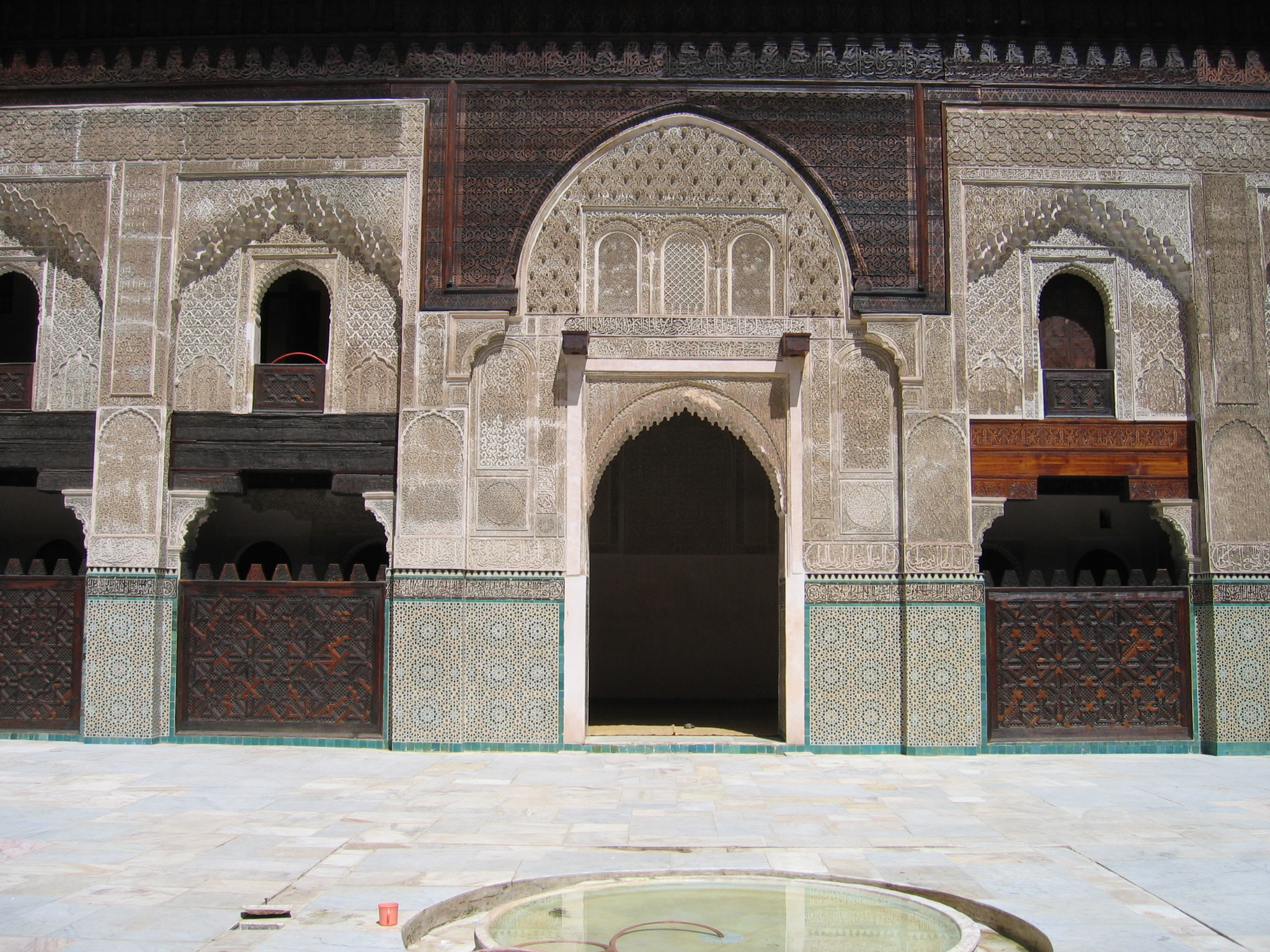
Patio.

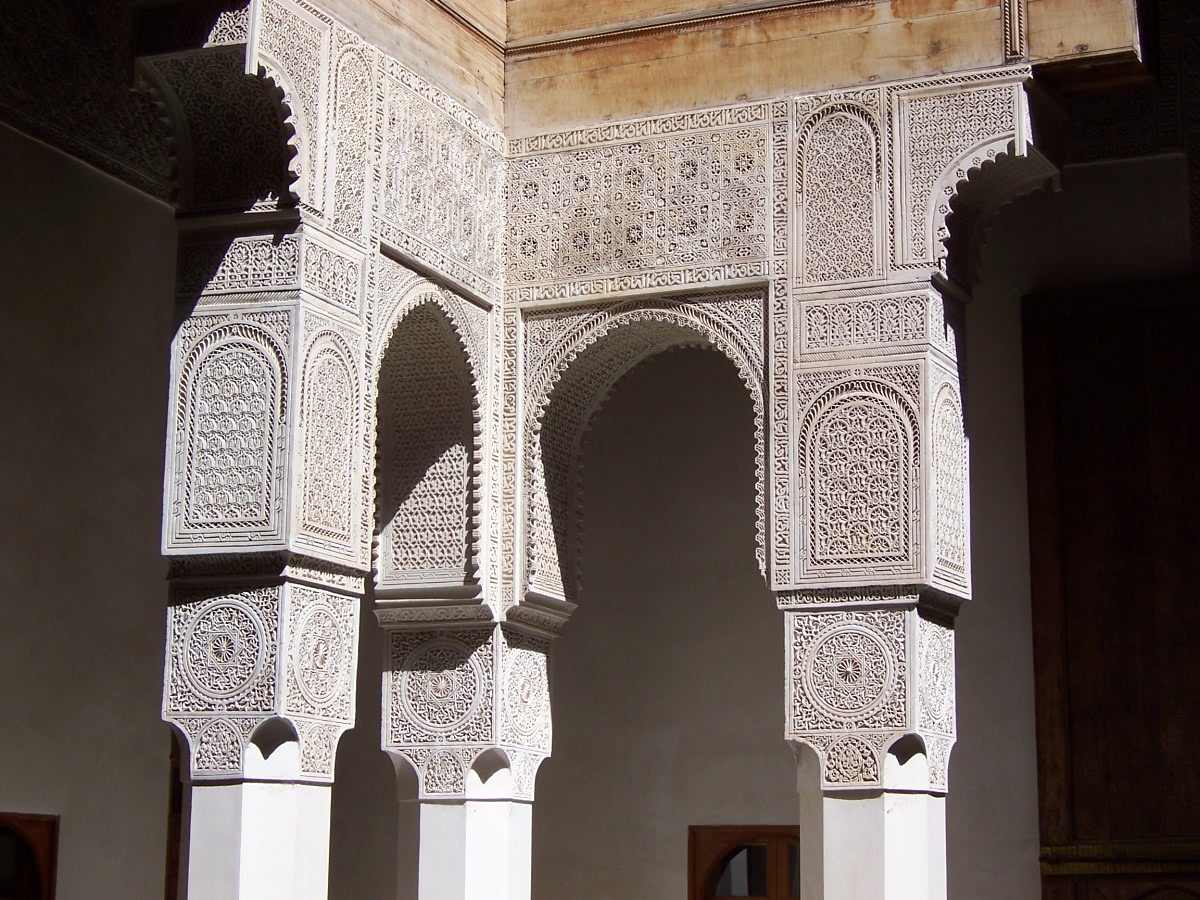
Decoración en estuco esculpido.

La entrada principal da acceso a un gran patio central con suelo de mármol, que se abren en los lados izquierdo y derecho, salas más pequeñas, diseñadas para clases y cubiertas con bóvedas de madera.
En el lado opuesto de la entrada principal se encuentra la entrada de la ablución, donde los fieles se lavan los pies, las manos y la cara antes de las oraciones. En el patio se encuentra una sala de oración compuesta de dos naves paralelas a Quibla. Tiene un único mihrab que sobresale de la pared y cuatro columnas de onix que se cubren con dos bóvedas de madera. En el piso superior, alrededor del complejo principal se encuentran las celdas de los estudiantes, accesibles desde el vestíbulo de la entrada a través de corredores estrechos.
Al igual que en todos los edificios meriníes, la decoración es particularmente rica y fina en el patio y el resto de la planta baja y tiene la característica de transposición realizada por meriníes de materiales y técnicas utilizados en los palacios de la dinastía nazarí de Granada para un contexto religioso. A pesar de esta semejanza visual obvio para los modelos granadinos, la delicadeza extrema y la abundancia de decoraciones y su propio contexto religioso son la arquitectura merínida. se utilizaron principalmente tres materiales: estuco, con el que se trabajaban los mocárabes que decoraban los arcos y nichos; madera tallada con motivos de estrellas complejos o para formar una cornisa imponente; y los azulejos en el zócalos de paredes.
Las paredes del patio están completamente cubiertas con baldosas, madera tallada y paneles de yeso tallado. El patio está separado de los pasillos con arcos que dan acceso a la vivienda de los estudiantes a través de pantallas de celosías (cuadrículas finamente tallados en madera). Esta suntuosa ornamentación contrasta con la austeridad espartana de los alojamientos de los estudiantes, algo que es común a todas las madrasas merínidas. La riqueza ornamental del patio se explica por ser el espacio más público en el interior del edificio y donde sería más visible para todos la generosidad de su fundador y mecenas.
Como la generalidad de las madrasas de Fez, a lo largo del tiempo la Bou Inania sirvió para otras funciones además de su papel principal de institución de enseñanza, especialmente como local donde se realizaban ceremonias oficiales y de mezquita del barrio donde se sitúa. También tenían actividades de apoyo social y mantenía albergues —función que a veces era cumplida por la propia madrasa— y por waqf —donaciones de propiedades— cuyos ingresos se utilizaron para financiar y mantener la madrasa y las lonjas.